# Tulipa pulchella
Tulipa pulchella Fenzl et Regel es una especie de tulipán nativa de Asia, cultivada como ornamental en muchos países del mundo debido a sus atractivas flores. 

## Hábitat
Es un tulipán enano nativo de Irán y de Turquía. 

## Descripción
Tiene un bulbo de 1-2 cm de diámetro, que produce un tallo en flor de hasta 20 cm de altura. Las hojas son de color verde-glauco de 10-15 cm de largo. Las flores son de color rojizo-púrpura, con seis tépalos de 3 cm de largo y 1,5 cm de ancho.

## Cultivo
Fue introducido en Europa a principios de 1800, donde un pequeño número de plantas se cultivan como plantas ornamentales en los jardines, en particular el "Pearl persa". 

## Sinonimia
- Tulipa humilis Herb. (nombre aceptado)
- Tulipa alpina J.Gay ex Baker
- Tulipa aucheriana Baker
- Tulipa humilis subsp. matinae Zojajifar & Sheidai
- Tulipa sylvestris var. pulchella Fenzl ex Regel
- Tulipa violacea Boiss. & Buhse[1]